# 武雄町
武雄町（たけおまち）は、佐賀県杵島郡にあった町。

## 歴史
- 1889年（明治22年）4月1日 - 町村制の施行により、杵島郡武雄村［柄崎・下西山および竹下・北ノ浦の各一部］、富岡村［富岡・八並］が合併して町制施行し、武雄町が発足。
- 1900年（明治33年）6月7日 - 杵島郡武雄村を編入。
- 1954年（昭和29年）4月1日 - 杵島郡朝日村、武内村、橘村、東川登村、西川登村、若木村と合併して武雄市を新設して消滅。

## 町長
- 一ノ瀬俊民